# Jitzchak Schami

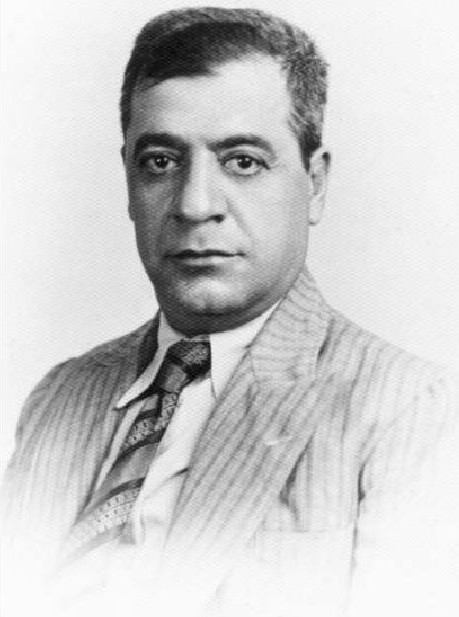
Jitzchak Schami

Jitzchak Schami (ursprünglich Jitzchak Sarwi, hebräisch: יצחק שמי; geboren am 4. August 1888 in Hebron, Osmanisches Reich, gestorben am 1. März 1949 in Haifa, Israel) war ein arabischer Schriftsteller und Dichter der modernen hebräischen Literatur, der Jude war und das Leben der levantinischen Araber und Juden beschrieb.

## Leben
Jitzchak Schami wuchs in Hebron auf, einer von Muslimen, Christen und Juden bewohnten Stadt im osmanischen Palästina. Seine Eltern waren Eljahu al-Schami und Rifka al-Schami, geborene Castel. Aus Damaskus war Schamis Vater 1886 zugezogen. Er wurde von den Hebronern al-Schami, der Damaszener, genannt; amtlich hieß die Familie Sarwi. Die Verbindung mit der sehr viel jüngeren Rifka Castel war die dritte Ehe seines Vaters. Aus dieser Ehe stammten auch Jitzchak Schamis jüngere Brüder, Jakub und Daud (David). Der Vater betrieb einen Textilhandel und besuchte daher häufig arabische Heimarbeiterinnen im Hügelland um Hebron, dem Dschabal Khalil. So lernte auch Jitzchak Schami, der ihn begleitete, das bäuerliche Leben dieser Gegend näher kennen.
Der Vater sprach Arabisch, die Sprache der Mutter war Djudeo-Espanyol. In der Schule lernte Schami Hebräisch und Arabisch und besuchte danach eine Talmud-Schule (Cheder) und die Jeschiwa Sede Hemed von Chaim Hezekiah Medini, von der er wegen Häresie verwiesen wurde, da er nicht nur religiöse Schriften studierte, sondern auch Werke moderner weltlicher Autoren las. Schami nahm das streng religiöse Umfeld Hebrons als bedrückend wahr, und so verließ er im Alter von 18 Jahren die Stadt mit einem Freund, David Avitzuz (Avisar), um sich gegen den Willen seines Vaters am Lehrerseminar des Hilfsvereins der deutschen Juden, Esra, in Jerusalem einzuschreiben. Im Jahr 1909 schloss er das Lehrerstudium mit dem Diplom ab.
Die Mutter hatte Schami zum Aufbruch nach Jerusalem ermutigt, doch beging sie Suizid, während er dort studierte. In Jerusalem legte Schami die arabische Kleidung, den galiläischen Qumbaz, den er bis dahin getragen hatte, ab und begann sich europäisch – „französisch“ – zu kleiden. Er lernte das Gedankengut der Haskala kennen, das aschkenasische Einwanderer ins Land brachten, und interessierte sich für das Projekt einer Wiederbelebung der hebräischen Sprache. Auch deutschsprachige Literatur begann er in dieser Zeit zu lesen.
Schami freundete sich mit aus Europa stammenden jüdischen Intellektuellen an, darunter Samuel Agnon und Jizchak Ben Zwi, und machte sich mit den Ideen des Zionismus vertraut. Da er einer der wenigen Sepharden in ihrem Kreis war, begann sich auch David Ben-Gurion für ihn zu interessieren. Ben-Gurion sah in ihm einen „Experten“, denn Schami war – im Gegensatz zu anderen „Arabisten“ in den Reihen der Jewish Agency und Histadrut – nicht nur in der Theorie in der arabischen Kultur verwurzelt.
Seinen Lebensunterhalt verdiente Schami hauptsächlich als schlecht bezahlter Lehrer: in einer Pflanzung bei Ekron (1909–1910), in Damaskus (1910–1913), Plowdiw (damals Philipoli, 1913–1919) und Hebron (1919–1928). Zudem unterrichtete er Buchbinderei und arbeitete als Büroangestellter. In Hebron unterrichtete er zugleich an einer jüdischen und einer muslimischen Schule und zählte in den 1920er Jahren zu den Gründern einer Vereinigung für arabisch-jüdische Freundschaft. Es ist auffällig, dass Jitzchak Schami mit Ausnahme seiner kurzen Tätigkeit in Ekron nie Lehrtätigkeiten in Städten wie Tel Aviv oder Jerusalem oder in den zionistischen Siedlungen annahm.
Aus der Widersprüchlichkeit seiner persönlichen Lage entstand in ihm ein anhaltendes Gefühl der Zerrissenheit, das sich angesichts der aufflammenden Gewalt in Palästina (Unruhen in Jaffa 1921, Massaker von Hebron 1929) noch verstärkte. War er einmal Anfang der 1920er Jahre wegen seiner kritischen Haltung gegenüber dem Rabbinat gezwungen, Zuflucht im Haus einer muslimischen Familie zu suchen, so fand er sich 1929 in der umgekehrten Situation: Vor muslimischen Gewalttätern floh er in das Haus der jüdischen Familie Mani.
Nach dem Pogrom in Hebron ließ er sich vorübergehend in Tiberias nieder und zog 1931 endgültig nach Haifa. Er war zwei Mal verheiratet. Seine erste Frau, die Lehrerin Penina Gingold, hatte er in Bulgarien kennengelernt. Sie stammte ursprünglich aus Russland. Nachdem sie 1926 einem Herzleiden erlegen war, heiratete Schami Sarah Kalish, eine Krankenschwester, der er in Damaskus erstmals begegnet war. 1927 starb sein Vater. Jitzchak Schami selbst litt seit Ende der 1920er Jahre an einem Emphysem.
Vieles im Leben Schamis liegt im Dunkeln. Archivquellen besagen, dass er sich im Rahmen seiner Tätigkeit für die zionistische Bewegung 1919 in Istanbul aufhielt. In Plowdiw in Bulgarien wurde Yedidiah, sein Sohn aus erster Ehe, geboren, der in Hebron aufwuchs. Yedidiah studierte später Physik am Technion in Haifa und in den USA und änderte seinen Familiennamen in Shamir. David, Schamis Bruder, schloss sich den Chabad-Chassidim an und heiratete die aus einer berühmten chassidischen Familie stammende Sarah Schneerson. Schamis zweite Frau, Sarah, starb 1943 an Krebs.
Schlaflosigkeit, Depressionen und die Sehnsucht nach seinem Geburtsort Hebron verfolgten Schami und trieben ihn an, seinen Erinnerungen einen literarischen Ausdruck zu geben. In einem Brief teilte er 1932 David Avitzuz seine Absicht mit, ein mehr als 1000-seitiges erzählendes Werk über das Leben in Hebron zu verfassen. Bisher hatte er sich mit kleineren Arbeiten in Hebräisch und Arabisch hervorgetan. Erste veröffentlichte Novellen von ihm erschienen 1908 in der Zeitschrift HaOmer, in der auch Samuel Agnon veröffentlichte. Zudem rezipierte er arabische Literatur und die Schriften des christlich-libanesischen Historikers Dschurdschi (Georges) Zaidan, eines bedeutenden Vertreter der arabischen Nahda, und brachte eine jüdische Perspektive zur Nahda ein. Mit dem sephardischen Schriftsteller und Verleger Jehuda Burla (1886–1969) korrespondierte er auf Arabisch. Obwohl er am zionistischen Projekt, einem eigentlichen Nationalismus, beteiligt war, stand Schami dem nationalistischen Aspekt zeitlebens kritisch gegenüber. Doch fand er den Zugang zur arabischen Nationalbewegung bereits verschlossen vor, als er diesen suchte.

## Werk und Rezeption
Jitzchak Schami entwickelte eine naturalistische Arbeitsweise, die viele an Jack Londons Ruf der Wildnis erinnert hat. Schauplätze seiner Handlungen waren Hebron, Jerusalem, Jericho oder Nablus und ihre Umgebung. Seine Protagonisten und intradiegetischen Erzähler sind überwiegend Muslime, was Schami in der hebräischen Literatur laut Anton Schammas eine Alleinstellung gibt. Die mit ethnografischer Genauigkeit gezeichneten Charaktere und Gesellschaftsbilder gewinnen überzeugende palästinensische Authentizität, reichen aber auch in Bereiche des Orientalistischen. Arnold Band von der University of California lobt die hohe Beherrschung des Hebräischen bei Schami und meint, dass sich dieses aus dem sprachlichen Reichtum eines Chaim Nachman Bialik speißt. Er widerspricht Salim Tamari hinsichtlich des von Edward Said eingebrachten Orientalismus-Begriffs, wenn er sagt: „Noch bemerkenswerter ist es, wenn Figuren, beschrieben mit einer psychologischen Durchdringung, wie sie nur die westliche Literatur kennt, vom Autor in keiner Weise an westlichen Bewertungsmaßstäben gemessen werden. Es gibt nichts Orientalistisches in seiner Art zu erzählen.“
Sein Hauptwerk Die Rache der Patriarchen stieß auf widersprüchliche Reaktionen des Fachpublikums. Josef Chaim Brenner bemängelte damals die fehlende Einhaltung universeller erzählerischer Standards, die Brenner zufolge die „neue hebräische Literatur“ zu beachten habe. Brenner meinte, dies sei Schami nicht gelungen, weil es ihm an Distanz zu seiner kulturellen Umgebung fehlte. Der palästinensische Literaturkritiker Issa Boullata meint jedoch, das gerade diese Eigenschaft Schamis Werk besonders auszeichnet. Seinem Urteil zufolge ist Schamis Sprache nüchtern, gesetzt und entschleunigt. Schamis Erzählstil biete zwar keine Action, jedoch aber ein Eintauchen in eine erfüllend beschriebene Atmosphäre, die bewegt und von empathischer Menschlichkeit geleitet ist. Josef (Yossi) Zernik, der den literarischen Nachlass verwaltet, betont Schamis Fürsprache für die Frauen im Judentum. In Die unfruchtbare Frau ist es eine Kritik an ihrer halachisch erlaubten Verstoßung.
Der am stärksten von der Atmosphäre Hebrons geprägte Text ist laut Salim Tamari Jumah, der Idiot, der in einer ländlichen Umgebung spielt und eine profunde Kenntnis bäuerlicher Sitten, des landwirtschaftlichen Gewohnheitsrechts und der Weltanschauungen dieser Menschen verrät. Schami vermeidetet aber jede Idealisierung: Die Natur ist feindselig, der Lebenskampf ist hart. Die großen Ereignisse der Zeit – der Arabische Aufstand, der Holocaust oder die Nakba – flossen kaum in sein schmales literarisches Werk ein. Arnord Band glaubt, dass Schami, der künstlerische Schöpfer, darin keine Möglichkeiten zum fiktionalen Ausdruck sah. Doch sieht Band in Die Rache der Patriarchen eine Klage um eine Welt, die nach dem Ersten Weltkrieg zu existieren aufhörte.
David Shasha schrieb in der Zeitschrift The American Muslim, Schami sei das fehlende Bindeglied zwischen der Geniza von Shlomo Dov Goitein und der Kairoer Trilogie von Nagib Mahfuz. Die heutige Sicht auf das Werk hat es nach Meinung von Salim Tamari nicht immer vermieden, das literarische Schaffen Schamis in den Kontext des heute so polarisierten israelisch-palästinensischen Konflikts zu stellen. Tamari betont, dass die meisten Juden, die Schami in seinen Erzählungen beschreibt, sich als Araber oder Khalayleh (Hebroniten) betrachteten. Juden aus altansässigen Gemeinschaften war es zunehmend erschwert, am kulturellen Leben der Arabischen Welt teilzunehmen, weshalb Jitzchak Schami laut Tamari lange auch bei arabischen Lesern in Vergessenheit geraten war.

## Ausgaben
- Hebroner Novellen. Neuman (Verlag), Jerusalem 1952. (hebräisch)
  - Hebron Stories. Labyrinthos, Lancaster 2000. (englisch)
  - Nouvelles d’Hébron, Labor et Fides, Genf 2006. (französisch)